# Флаг Сосновского района
Флаг Сосно́вского муниципального района — официальный символ Сосновского муниципального района Челябинской области Российской Федерации. Учреждён 17 апреля 2002 года.

## Описание
«Флаг муниципального образования Сосновского района представляет собой прямоугольное синее полотнище с соотношением сторон 2:3, с зелёными полосами в 1/6 ширины флага вдоль нижнего и боковых краёв, отделённых жёлтой полосой в 1/40 флага от синего поля полотнища и белым изображением восстающего коня, с пурпурным глазом, на шею которого наброшен жёлтый аркан; отходящая влево и вниз верёвка аркана уложена подобно громовой стреле и не достигает зелёного края полотнища; задние ноги коня расположены на фоне нижней зелёной полосы».

## Обоснование символики
Основными фигурами флага являются зелёная кайма и восстающий белый конь с пурпурными глазами, на шею которого наброшен жёлтый аркан.
Зелёная кайма говорит о том, что Сосновский район окружает город Челябинск с трёх сторон, являясь как бы его «зелёным поясом», и означает, что район является пригородным и символизирует сельское хозяйство, плодородие и природные богатства сосновских земель, а также здоровье и жизнь.
Зелёный цвет в геральдике символизирует плодородие, благополучие, надежду и здоровье.
Восстающий белый конь — символ развития и прогресса, движения вперёд, стремление к совершенству, гармонии с природой.
Белый цвет (серебро) символизирует простоту, совершенство, мудрость, благородство, мир, взаимосотрудничество.
Пурпур в геральдике — символ достоинства, славы, почёта.
Жёлтый аркан-молния, заключает в себе аллегорическую идею укрощения природных стихий; молния является символом целеустремлённости, непреклонности и мужества, аллегорически показывает стремление жителей района к совершенству, привнесение ими своего вклада в развитие Сосновского района.
Жёлтый цвет (золото) символизирует прочность, богатство, величие, интеллект и прозрение.
Красивая уральская природа с большим количеством пресных и солёных озёр на территории района показана синим цветом полотнища.
Синий цвет символизирует честь, славу, преданность, истину, красоту, добродетель и чистое небо.